# Verbascum samium
Verbascum samium är en flenörtsväxtart som beskrevs av Karl Heinz Rechinger. Verbascum samium ingår i släktet kungsljus, och familjen flenörtsväxter. Inga underarter finns listade i Catalogue of Life.